# Jens Christian Svabo
Jens Christian Svabo (Miðvágur, 1746 – Tórshavn, 14 de febrer de 1824) va ser un lingüista, erudit, músic i etnògraf feroès.

## Biografia
Svabo va néixer al poble de Miðvágur, a l'illa de Vágar. Era fill del ministre protestant Hans Christophersen Svabonius, natural de Mors, i d'Armgarð Maria Sámalsdóttir Weyhe, de Lamba.. Va estudiar història, música i teologia a Miðvágur i més tard a Tórshavn. Entre 1765 i 1800 va viure a Dinamarca i hi va estudiar economia, política i història natural; també hi va estudiar música, especialment el violí.
L'any 1800, va tornar a Tórshavn i va viure en una casa coneguda com la Pætursarstova; va ser a l'àtic d'aquesta casa que l'any 1928 es va trobar un llibre de cançons escrites per Svabo. Aquest manuscrit ara forma part de la col·lecció de la Føroya Landsbókasavn (Biblioteca Nacional de les Illes Fèroe).
El treball de Svabo com a compositor és de mèrit i, de fet, les seves cançons encara són interpretades i registrades per grups interessats en la música tradicional de les Fèroe i la música celta. Tanmateix, és especialment reconegut pels seus treballs sobre la llengua feroesa i el seus reculls de contes populars orals.
Els viatges de Svabo per Vágar i més tard per les zones al voltant de Tórshavn van ser en el seu moment incomparables, i els seus esforços per escriure llegendes i contes orals van representar un primer impuls real per a l'estudi de la història oral feroesa.
També va escriure un diccionari (republicat a la dècada de 1960 amb el nom de Dictionarium færoense. København: Munksgaard) i va treballar per estandarditzar la llengua escrita feroesa en termes d'ortografia i gramàtica perquè coincidís amb la llengua parlada tradicionalment. L'estudi dels diferents dialectes del feroès (especialment el del seu Vágar natal) també va representar la primera aproximació en aquesta àrea de la lingüística regional del feroès.
Malgrat que durant la seva vida va passar desapercebut en una vida de pobresa, Jens Christian Svabo és considerat avui una de les figures culturals més grans de la història de les Illes Fèroe.